# Liste des districts des Samoa américaines
Les Samoa américaines sont administrativement divisées en trois districts et deux atolls « inorganisés ».
Cet ensemble est à son tour subdivisé en 16 comtés et 74 villages.

## Districts et comtés

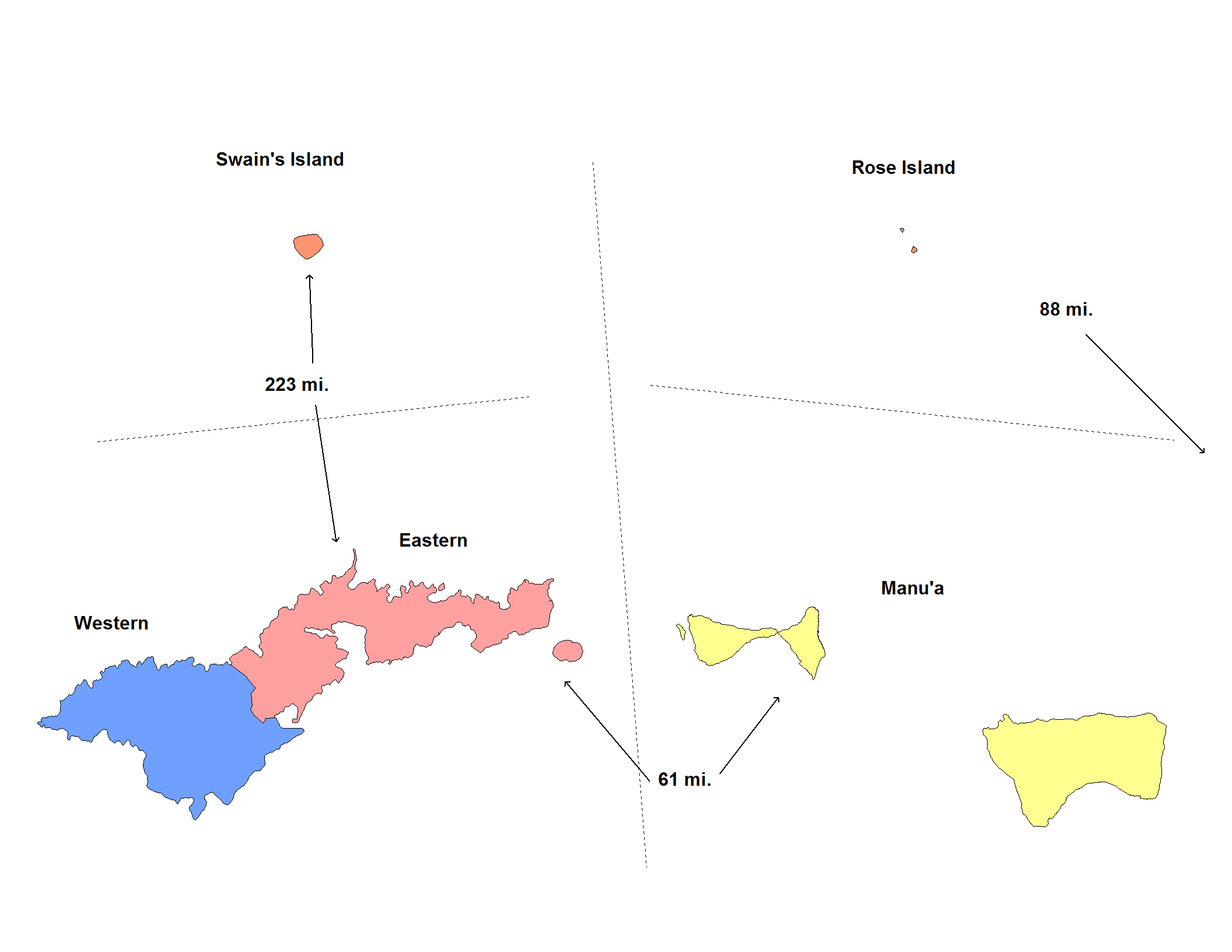
Districts des Samoa américaines. (Pas à l'échelle : Rose Atoll est à 100 miles (direction est sud-est de Manu'a.)

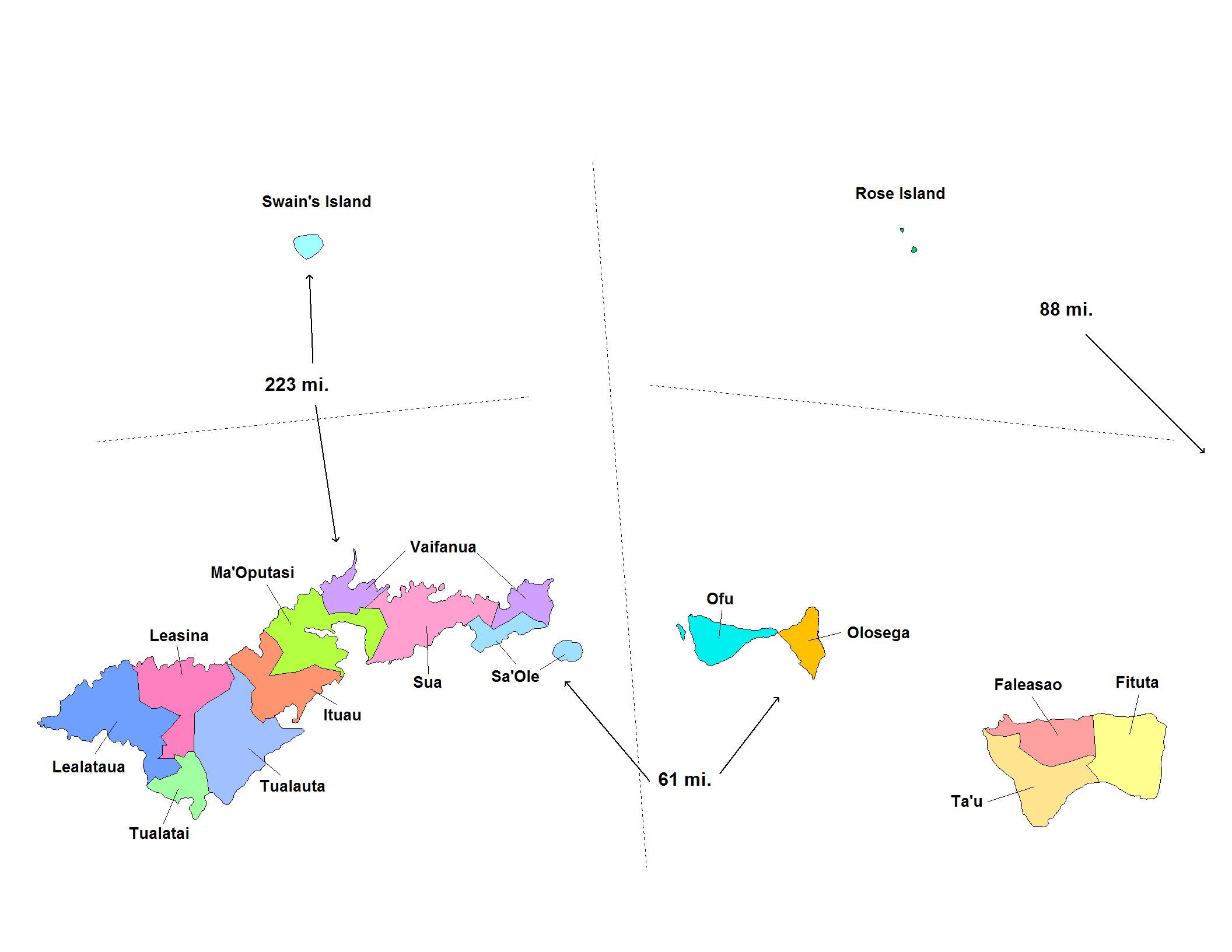
Comtés des Samoa américaines. (Pas à l'échelle.)

- District oriental
  - Ituau County
  - Ma'oputasi County
  - Sa'Ole County
  - Sua County
  - Vaifanua County
- District occidental
  - Alataua County
  - Fofo County
  - Leasina County
  - Tualatai County
  - Tualauta County
- District de Manu'a
  - Faleasao County
  - Fitiuta County
  - Ofu County
  - Olosega County
  - Ta'u County

### Atolls inorganisés
- Atoll Rose
- Swains

## Villages

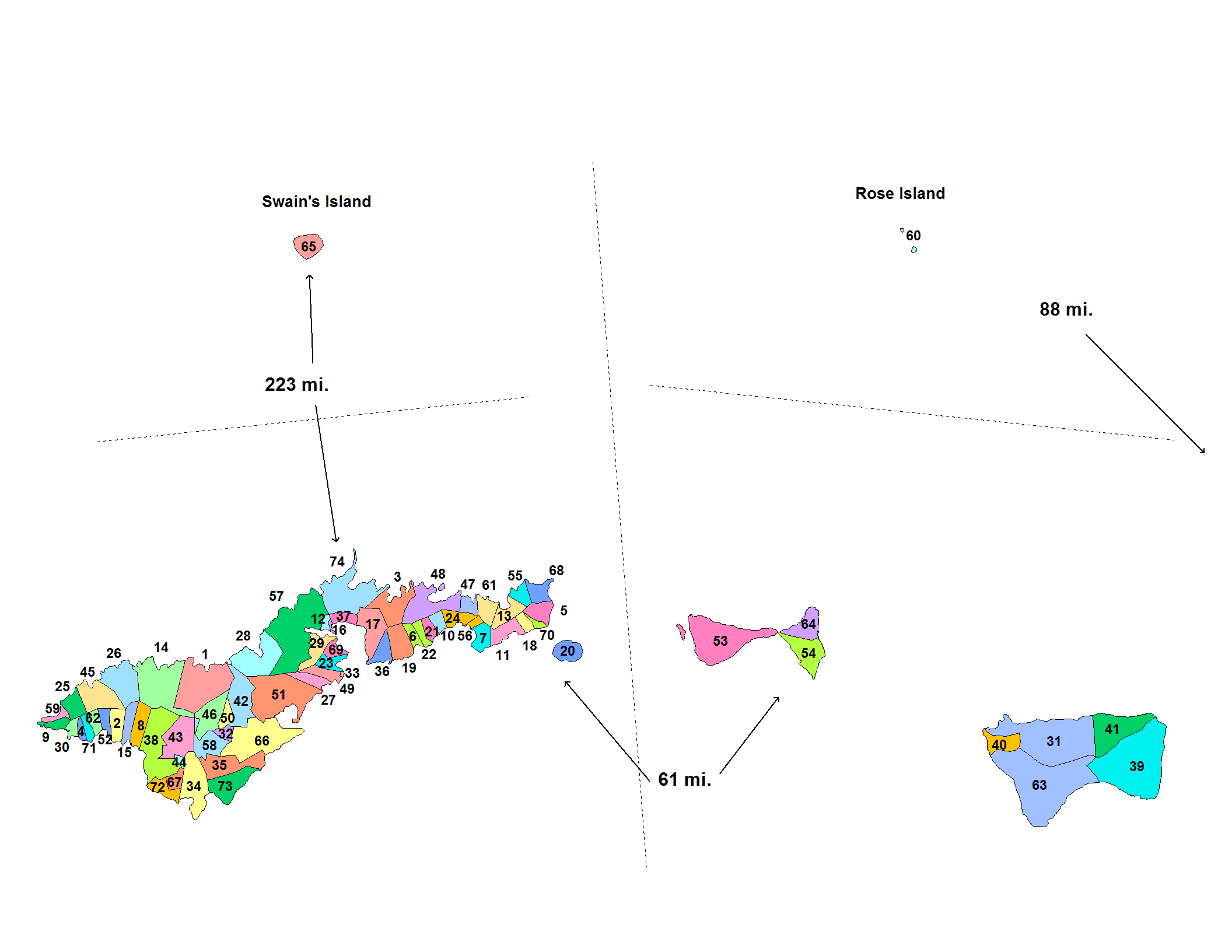
Villages des Samoa américaines

1. Aasu
2. Afao
3. Afono
4. Agugulu
5. Alao
6. Alega
7. Alofau
8. Amaluia
9. 'Amanave
10. Amaua
11. Amouli
12. Anua
13. 'Aoa
14. Aoloau
15. Asili
16. Atu'u
17. Aua
18. 'Au'asi
19. Aumi
20. Aunu'u
21. Auto
22. Avaio
23. Faga'alu
24. Faga'itua
25. Fagali'i
26. Fagamalo
27. Faganeanea
28. Fagasa
29. Fagatogo
30. Failolo
31. Faleasao
32. Faleniu
33. Fatumafuti
34. Futiga
35. 'Ili'ili
36. Lauli'i
37. Leloaloa
38. Leone
39. Leusoali'i
40. Luma
41. Maia
42. Malaeimi
43. Malaeloa/Aitulagi
44. Malaeloa/Ituau
45. Maloata
46. Mapusagafou
47. Masausi
48. Masefau
49. Matu'u
50. Mesepa
51. Nu'uuli
52. Nua
53. Ofu
54. Olosega
55. Onenoa
56. Pagai
57. Pago Pago
58. Pava'ia'i
59. Poloa
60. Rose Atoll
61. Sa'ilele
62. Se'etaga
63. Si'ufaga
64. Sili
65. Taulaga
66. Tafuna
67. Taputimu
68. Tula
69. Utulei
70. Utumea East
71. Utumea West
72. Vailoatai
73. Vaitogi
74. Vatia